# Bendigo International
Il Bendigo International è un torneo professionistico di tennis giocato sui campi in cemento del Fosterville Gold Tennis Centre a Bendigo, in Australia. Fa parte dell'ATP Challenger Tour e dell'ITF Women's World Tennis Tour e si gioca annualmente dal 2009.

## Storia
Nelle prime edizioni dal 2009 al 2012 furono giocati i tornei maschili e femminili che facevano parte rispettivamente dell'ITF Men's Circuit e dell'ITF Women's Circuit, e il nome del torneo era William Loud Bendigo International. Dal 2013 al 2019 furono giocati solo i tornei femminili e l'evento fu ribattezzato Bendigo Women's International. Nel 2020 non si tennero i tornei femminili e furono ripristinati quelli maschili, che entrarono a far parte dell'ATP Challenger Tour e il torneo prese il nome Bendigo Challenger. Nel 2021 fu annullato a causa della pandemia di COVID-19, l'anno successivo prese il nome Bendigo International e vide dopo 10 anni competere sia gli uomini, con un torneo Challenger, che le donne, con un torneo ITF.

## Albo d'oro

### Singolare maschile
| Anno                                     | Ca-mpione        | Finalista         | Punteggio        |
| ---------------------------------------- | ---------------- | ----------------- | ---------------- |
| 2023                                     | Non disputato    | Non disputato     | Non disputato    |
| 2022                                     | Ernesto Escobedo | Enzo Couacaud     | 5–7, 6–3, 7–5    |
| 2021                                     | Non disputato    | Non disputato     | Non disputato    |
| 2020                                     | Steve Johnson    | Stefano Travaglia | 7–6(2), 7–6(3)   |
| ATP Challenger Tour (dal 2020)           |                  |                   |                  |
| 2019- 2013                               | Non disputato    | Non disputato     | Non disputato    |
| 2012                                     | John Millman     | Benjamin Mitchell | 6–3, 6–3         |
| 2011                                     | Matt Reid        | Benjamin Mitchell | 7–6(6), 4–6, 6–1 |
| 2010                                     | Samuel Groth     | Benjamin Mitchell | 7–6(7), 6–4      |
| 2009                                     | Matthew Ebden    | James Lemke       | 6–1, 6–1         |
| Circuito ITF maschile (dal 2009 al 2012) |                  |                   |                  |

### Doppio maschile
| Anno                                     | Campioni                        | Finalisti                    | Punteggio            |
| ---------------------------------------- | ------------------------------- | ---------------------------- | -------------------- |
| 2023                                     | Non disputato                   | Non disputato                | Non disputato        |
| 2022                                     | Ruben Bemelmans Daniel Masur    | Enzo Couacaud Blaž Rola      | 7–6(2), 6–4          |
| 2021                                     | Non disputato                   | Non disputato                | Non disputato        |
| 2020                                     | Nikola Ćaćić Denys Molčanov     | Marcelo Arévalo Jonny O'Mara | 7–6(3), 6–4          |
| ATP Challenger Tour (dal 2020)           |                                 |                              |                      |
| 2019- 2013                               | Non disputato                   | Non disputato                | Non disputato        |
| 2012                                     | Adam Feeney Matt Reid           | Matthew Barton Michael Look  | 6–1, 3–6, [14–12]    |
| 2011                                     | Luke Saville Andrew Whittington | Matthew Barton Michael Look  | 6(7)–7, 6–4, [12–10] |
| 2010                                     | Colin Ebelthite Adam Feeney     | Adam Hubble Brydan Klein     | 6–2, 6–4             |
| 2009                                     | Dane Propoggia Matt Reid        | Colin Ebelthite Sadik Kadir  | 6–4, 6–3             |
| Circuito ITF maschile (dal 2009 al 2012) |                                 |                              |                      |

### Singolare femminile
| Anno                              | Campionessa         | Finalista                   | Punteggio        |
| --------------------------------- | ------------------- | --------------------------- | ---------------- |
| 2023                              | Non disputato       | Non disputato               | Non disputato    |
| 2022                              | Ysaline Bonaventure | Victoria Jiménez Kasintseva | 6–3, 6–1         |
| 2021- 2020                        | Non disputato       | Non disputato               | Non disputato    |
| 2019                              | Lizette Cabrera     | Maddison Inglis             | 6–2, 6–3         |
| 2018                              | Priscilla Hon       | Ellen Perez                 | 6–4, 4–6, 7–5    |
| 2017                              | Tamara Zidanšek     | Olivia Rogowska             | 5–7, 6–1, 6–0    |
| 2016                              | Risa Ozaki          | Asia Muhammad               | 6–3, 6–3         |
| 2015                              | Misa Eguchi         | Hiroko Kuwata               | 7–6(5), 6–3      |
| 2014 (2)                          | Liu Fangzhou        | Risa Ozaki                  | 6–4, 6–3         |
| 2014 (1)                          | Eri Hozumi          | Risa Ozaki                  | 7–6(5), 5–7, 6–2 |
| 2013 (2)                          | Casey Dellacqua     | Tammi Patterson             | 6–3, 6–1         |
| 2013 (1)                          | Casey Dellacqua     | Noppawan Lertcheewakarn     | 6–4, 6–4         |
| 2012                              | Arina Rodionova     | Olivia Rogowska             | 6–4, 7–5         |
| 2011                              | Casey Dellacqua     | Isabella Holland            | 6–2, 6–2         |
| 2010                              | Tímea Babos         | Elitsa Kostova              | 3–6, 6–3, 7–5    |
| 2009                              | Alicia Molik        | Irena Pavlovic              | 6–3, 6–4         |
| Circuito ITF femminile (dal 2009) |                     |                             |                  |

### Doppio femminile
| Anno                              | Campionesse                       | Finaliste                                    | Punteggio        |
| --------------------------------- | --------------------------------- | -------------------------------------------- | ---------------- |
| 2023                              | Non disputato                     | Non disputato                                | Non disputato    |
| 2022                              | Fernanda Contreras Alycia Parks   | Alison Bai Alana Parnaby                     | 6–3, 6–1         |
| 2021- 2020                        | Non disputato                     | Non disputato                                | Non disputato    |
| 2019                              | Maddison Inglis Kaylah McPhee     | Naiktha Bains Tereza Mihalíková              | 3–6, 6–2, [10–2] |
| 2018                              | Ellen Perez Arina Rodionova       | Eri Hozumi Risa Ozaki                        | 7–5, 6–1         |
| 2017                              | Alison Bai Zoe Hives              | Asia Muhammad Arina Rodionova                | 4–6, 6–4, [10–8] |
| 2016                              | Asia Muhammad Arina Rodionova     | Shuko Aoyama Risa Ozaki                      | 6–4, 6–3         |
| 2015                              | Lauren Embree Asia Muhammad       | Natela Dzalamidze Hiroko Kuwata              | 7–5, 6–3         |
| 2014 (2)                          | Jessica Moore Abbie Myers         | Varatchaya Wongteanchai Varunya Wongteanchai | 3–6, 6–1, [10–6] |
| 2014 (1)                          | Jessica Moore Abbie Myers         | Naiktha Bains Karolina Wlodarczak            | 6–4, 6–0         |
| 2013 (2)                          | Monique Adamczak Olivia Rogowska  | Stephanie Bengson Sally Peers                | 6–3, 2–6, [11–9] |
| 2013 (1)                          | Erika Sema Yurika Sema            | Monique Adamczak Olivia Rogowska             | 3–6, 6–2, [11–9] |
| 2012                              | Ashleigh Barty Sally Peers        | Cara Black Arina Rodionova                   | 7–6(12), 7–6(5)  |
| 2011                              | Stephanie Bengson Tyra Calderwood | Samantha Murray Storm Sanders                | 2–6, 6–1, [10–5] |
| 2010                              | Tímea Babos Melanie South         | Jarmila Groth Jade Hopper                    | 6–3, 6–2         |
| 2009                              | Irena Pavlovic Arina Rodionova    | Jocelyn Rae Emelyn Starr                     | 6–3, 7–6(3)      |
| Circuito ITF femminile (dal 2009) |                                   |                                              |                  |